# Linia kolejowa nr 406
Linia kolejowa nr 406 – jedno- i dwutorowa, zelektryfikowana, drugorzędna linia kolejowa łącząca Szczecin Główny z Trzebieżą przez Police. Całkowicie położona w województwie zachodniopomorskim i na obszarze PKP PLK Zakładu Linii Kolejowych w Szczecinie.
Według stanu z 2019 r. obsługuje wyłącznie ruch towarowy oraz niekiedy ruch pociągów specjalnych, jednak zgodnie z projektem Szczecińskiej Kolei Metropolitalnej na linię ma powrócić ruch pociągów pasażerskich.

## Historia

### 1898–1945
Pierwszy odcinek (jednotorowy) pomiędzy stacjami Stettin Hauptbahnhof (Szczecin Główny) a Stettin Bredow (Szczecin Drzetowo) został otwarty w marcu 1898 r., drugi (dwutorowy) do stacji Jasenitz (Jasienica) 7 miesięcy później. W 1910 r. został oddany do użytku ostatni, jednotorowy odcinek do stacji Ziegenort (Trzebież Szczeciński). Linia nr 406 była jedną z ostatnich oddanych do użytku linii Szczecińskiego Węzła Kolejowego.
Według pierwotnych założeń linia miała połączyć peryferyjne dzielnice Szczecina, a takimi były na przełomie XVIII i XIX wieku m.in. Pomorzany, Pogodno i Niebuszewo (z tego powodu była nazywana Linią Obwodową Szczecina) oraz zakłady produkcyjne położone głównie nad Odrą – stocznie Vulcan i Stettiner Oderwerke oraz hutę, papiernię i cementownię, a w późniejszym czasie także fabrykę benzyny syntetycznej Hydrierwerke Pölitz (do 1945 r.; po 1969 r. Zakłady Chemiczne Police).
Według niemieckiego rozkładu jazdy pociągów Kursbuch z lat 1944–1945 (numer tabeli: 123k) po trasie kursowało 19 par pociągów – w tym po 1 parze na skróconych trasach Szczecin Gł. – Jasienica oraz Glinki – Trzebież Szcz. i 1 pociąg (½ pary) na trasie Szczecin Gł. – Police.

### Po 1945
Po 1945 r. otwarto dla ruchu pasażerskiego przystanek Szczecin Gocław Towarowy, czynny do lat 70. Na początku lat 70. uruchomiono przy Zakładach Chemicznych przystanek Police Zakład.

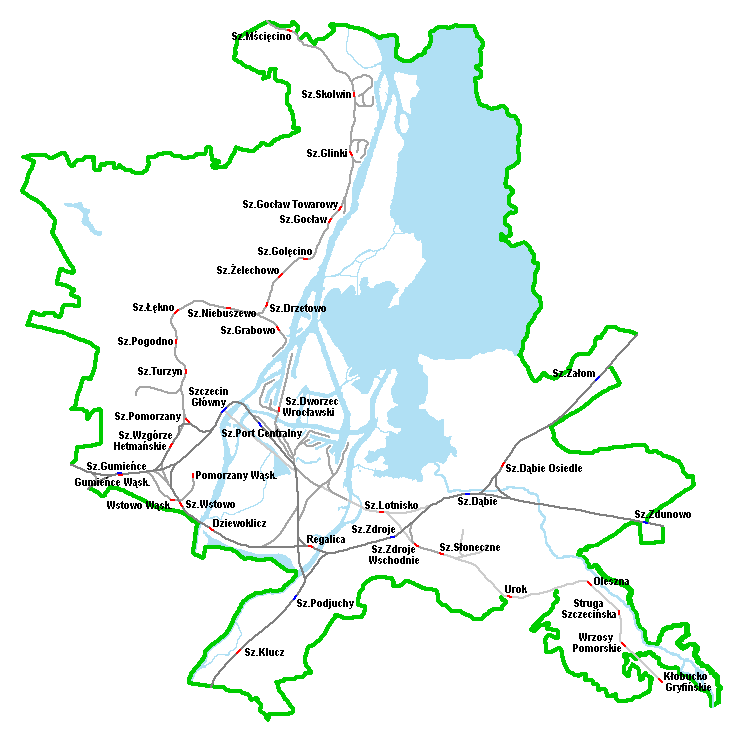
Sieć kolejowa Szczecina

Według Sieciowego Rozkładu Jazdy Pociągów z przełomu 1980/81 r. do Trzebieży kursowało 15 par pociągów, z czego aż 10 par zaczynało lub kończyło trasę na stacji Szczecin Turzyn. Do tego kursowały jeszcze inne pociągi (głównie lokalne dalekobieżne), które kończyły bieg na stacji Szczecin Niebuszewo. Podobny stan trwał aż do końca lat 80. XX wieku. W grudniu 1982 r. zakończono elektryfikację linii. W następnych latach zaczęto stopniowo ograniczać kursowanie pociągów. W 1990 r. między Turzynem a Drzetowem położono drugi tor, a 10 lat później zlikwidowano drugi tor między Policami a Jasienicą. Ostatnim pociągiem dalekobieżnym kursującym z/do Niebuszewa był w 2000 r. Czcibor do/z Wrocławia Głównego. 30 września 2002 r. pojechał ostatni pasażerski pociąg na linii 406. Po elektryfikacji głównym taborem obsługującym linię były EZT z serii EN57. Linia jest czynna tylko dla pociągów towarowych, głównie kursujących do/z Zakładów Chemicznych Police S.A. W roku 2008 próbowano przywrócić ruch pasażerski w sezonie letnim, lecz uruchomienie przejazdów zostało wstrzymane ze względu na zdewastowane dworce i sprzeciw burmistrza Gminy Police.
Ze względu na miejski charakter linii (w granicach administracyjnych Szczecina i Polic znajduje się ok. 80%), na jej niespełna 36-kilometrowej trasie znajdują się aż 23 wiadukty, w tym 14 nad torami, 8 pod nimi, jedna kładka dla pieszych oraz 21 przejazdów kolejowo-drogowych.
24 lipca 2018 r. PKP PLK podpisały z przedsiębiorstwem Trakcja PRKiI umowę na remont linii kolejowej na odcinku od stacji Szczecin Główny do stacji Police.

## Parametry techniczne
Maksymalne prędkości pociągów według stanu z 17 marca 2021 r.:
| Prędkość    | Prędkość         | Prędkość | Kilometraż | Kilometraż | Prędkość    | Prędkość         | Prędkość |
| tor 1       | tor 1            | tor 1    | od         | do         | tor 2       | tor 2            | tor 2    |
| pasażerskie | autobusy szynowe | towarowe | od         | do         | pasażerskie | autobusy szynowe | towarowe |
| ----------- | ---------------- | -------- | ---------- | ---------- | ----------- | ---------------- | -------- |
| 50          | 50               | 40       | -0,089     | 3,470      |             |                  |          |
| 50          | 50               | 40       | 3,470      | 4,500      | 40          | 50               | 40       |
| 40          | 40               | 30       | 4,500      | 8,873      | 30          | 40               | 30       |
| 40          | 40               | 30       | 8,873      | 8,950      | 60          | 80               | 60       |
| 0           | 0                | 0        | 8,950      | 13,525     | 60          | 80               | 60       |
| 40          | 40               | 30       | 13,525     | 13,815     | 60          | 80               | 60       |
| 40          | 40               | 30       | 13,815     | 14,640     | 60          | 60               | 60       |
| 60          | 60               | 60       | 14,640     | 16,218     | 60          | 60               | 60       |
| 40          | 40               | 30       | 16,218     | 18,229     | 60          | 60               | 60       |
| 40          | 40               | 30       | 18,229     | 18,620     | 60          | 80               | 60       |
| 0           | 0                | 0        | 18,620     | 22,450     | 60          | 80               | 60       |
| 30          | 30               | 30       | 22,450     | 23,000     | 60          | 80               | 60       |
| 40          | 40               | 40       | 23,000     | 23,750     | 60          | 80               | 60       |
| 40          | 40               | 40       | 23,750     | 23,844     |             |                  |          |
| 0           | 0                | 0        | 23,844     | 36,102     |             |                  |          |
| 30          | 30               | 30       | 36,102     | 37,058     |             |                  |          |

## Infrastruktura

### Połączenia z innymi liniami
| punkt           | linia | linia              | linia     |
| punkt           | numer | kierunek           | status    |
| --------------- | ----- | ------------------ | --------- |
| Szczecin Główny | 273   | Wrocław Główny     | czynna    |
| Szczecin Główny | 351   | Poznań Główny      | czynna    |
| Szczecin Główny | 408   | Grambow            | czynna    |
| Szczecin Główny | 433   | Szczecin Gumieńce  | czynna    |
| Szczecin Turzyn | 432   | Wstowo             | czynna    |
| Police          | 431   | Police Chemia      | czynna    |
| Police          | 437   | Port Morski Police | planowana |

### Punkty eksploatacyjne
| Nazwa                 | Rodzaj                | Zdjęcie | Liczba krawędzi peronowych | Infrastruktura                      | Dawne nazwy                                                                                              |
| --------------------- | --------------------- | ------- | -------------------------- | ----------------------------------- | --- |
| Szczecin Główny       | stacja                |         | 8                          | przejście nadziemne, lokomotywownia | Stettin Hauptbahnhof                                                                                     |
| Szczecin Pomorzany    | przystanek            |         | 1                          |                                     | Stettin Pommerensdorf                                                                                    |
| Szczecin Turzyn       | stacja                |         | 1                          | nieczynne przejście podziemne       | Stettin Torney                                                                                           |
| Szczecin Pogodno      | przystanek            |         | 2                          | przejście nadziemne                 | Stettin Kreckower Str. Szczecin Krzekowo                                                                 |
| Szczecin Łękno        | przystanek            |         | 2                          | przejście nadziemne                 | Westend, Stettin Westend, Łekno                                                                          |
| Szczecin Niebuszewo   | stacja                |         | 2                          | nieczynne przejście podziemne       | Zabelsdorf, Stettin Zabelsdorf                                                                           |
| Szczecin Drzetowo     | przystanek            |         | 2                          | przejście nadziemne                 | Bredow, Stettin Bredow                                                                                   |
| Szczecin Żelechowa    | przystanek            |         | 2                          |                                     | Züllchow, Szczecin Żelechowo, Żelechowa Szczecińska, Szczecin Żelechowo                                  |
| Szczecin Golęcino     | przystanek            |         | 2                          |                                     | Frauendorf, Golęcino Szczecińskie                                                                        |
| Szczecin Gocław       | stacja                |         | 2                          | przejście podziemne                 | Gotzlow, Gocław Dworzec Towarowy, Szczecin Gocław Towarowy                                               |
| Szczecin Stołczyn     | stacja                |         | 2                          |                                     | Kratzwieck, Stolzenhagen-Kratzwieck, Stolec Krawcze, Stolec Kraszewsko, Glinki Kraśnica, Szczecin Glinki |
| Szczecin Skolwin      | stacja                |         | 2                          | nieczynne przejście nadziemne       | Cavelwisch, Odermünde, Ujście Odry, Żółwino, Skolwin                                                     |
| Szczecin Mścięcino    | przystanek            |         | 2                          |                                     | Messenthin, Mieszęcin, Mścięcino                                                                         |
| Police                | stacja                |         | 3                          |                                     | Pölitz, Połnica                                                                                          |
| Police Zakład         | przystanek            |         | 1                          |                                     | |
| Jasienica             | przystanek            |         | 1                          |                                     | Jasenitz                                                                                                 |
| Jasienica ZCHP        | posterunek bocznicowy |         |                            |                                     | |
| Dębostrów             | przystanek            |         | 1                          |                                     | Damuster, Dębsko                                                                                         |
| Niekłończyca Uniemyśl | przystanek            |         | 1                          |                                     | Königsfelde-Wilhelmsdorf, Niekłończyce                                                                   |
| Trzebież Szczeciński  | stacja                |         | 3                          | nieczynna lokomotywownia            | Groß Ziegenort, Ziegenort, Trzebiesz nad Zatoką, Trzebiesz Szczeciński                                   |
|                       | [ 18 ]                |         |                            |                                     | [ 19 ]                                                                                                   |